# Chanto-Mansië
Chanto-Mansisch autonoom district–Joegra (Russisch: Ханты-Мансийский автономный округ — Югра, Chanty-Mansiejski avtonomny okroeg — Joegra), ook bekend als Joegra (Югра), is een autonoom district binnen de oblast Tjoemen in de Russische Federatie. De inheemse volkeren zijn de Chanten en de Mansen, gezamenlijk bekend als de Ob-Oegrische volken. Hun talen zijn verwant aan het Hongaars.
Chanto-Mansië heeft een oppervlakte van 523.100 km², maar het gebied is dunbevolkt met slechts 1,5 miljoen bewoners. De hoofdstad is Chanty-Mansiejsk, met ongeveer 40.000 inwoners. De grootste steden in de regio zijn Soergoet (300.000) en Nizjnevartovsk (250.000).
De plaatselijke talen Wogoels (Mansi) en Ostjaaks (Chanti) zijn samen met het Russisch de officiële talen.
Dit gebied kreeg op 10 december 1930 autonomie onder de naam Ostjako-Wogoels nationaal district (Остяко-Вогульский национальный округ). In 1940 werd het district hernoemd tot Chanto-Mansisch nationaal district (Ханты-Мансийский национальный округ) en in 1978 tot Chanto-Mansisch autonoom district (Ханты-Мансийский автономный округ). In 2003 werd Joegra aan de officiële naam toegevoegd.
De belangrijkste rivieren in deze regio zijn de Ob en zijn zijtak Irtysj.
Het gebied is in Rusland vooral bekend om de enorme aardgasvelden die er worden geëxploiteerd. Om de steden Chanti-Mansiejsk en Soergoet en de gasvelden beter aan te laten sluiten op de rest van Rusland, wordt momenteel de Noordelijke Oost-Westverbinding aangelegd die het gebied moet verbinden met Perm in het westen en Tomsk in het oosten.

## Steden

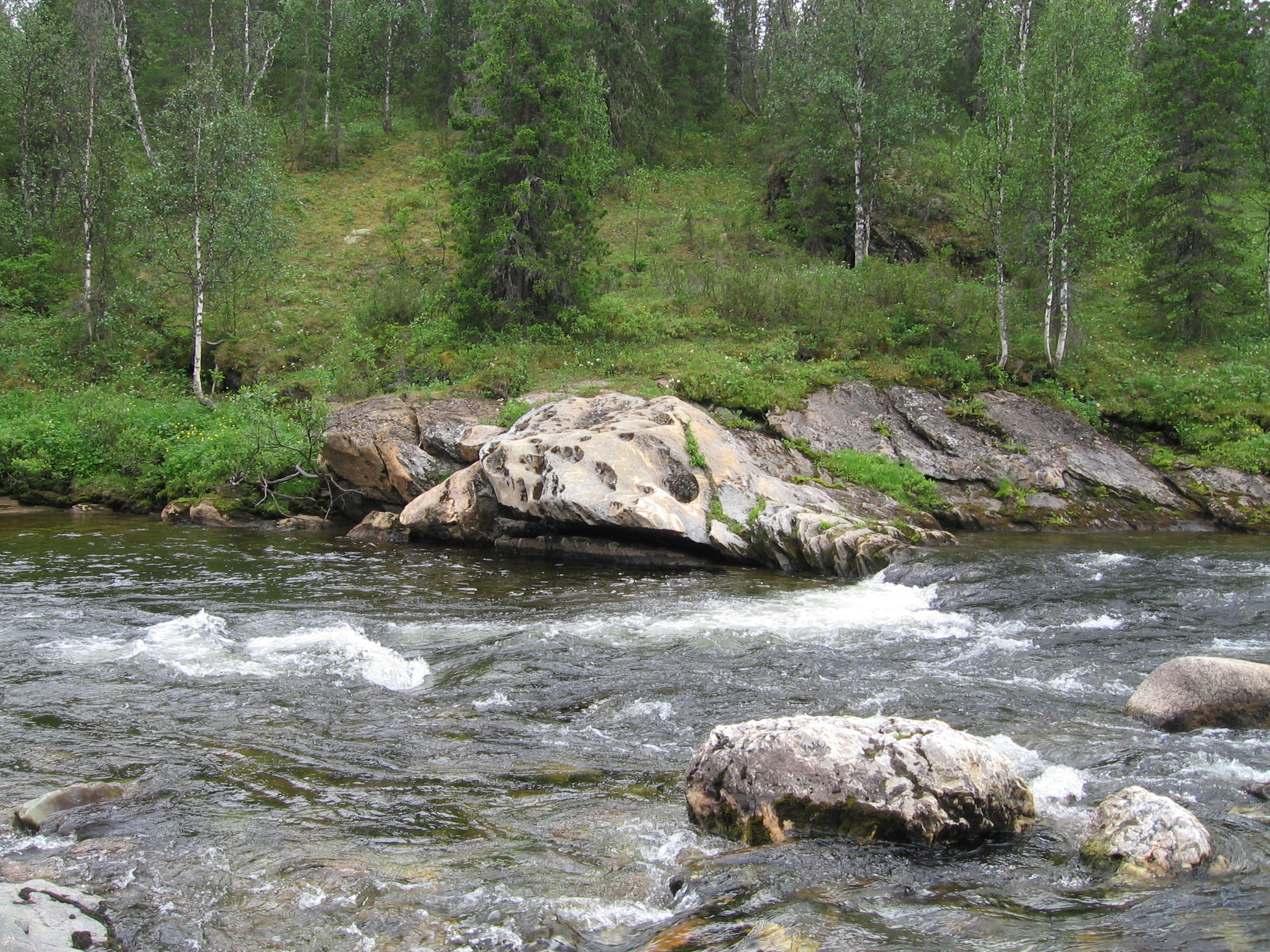
De rivier Sjekoeria.
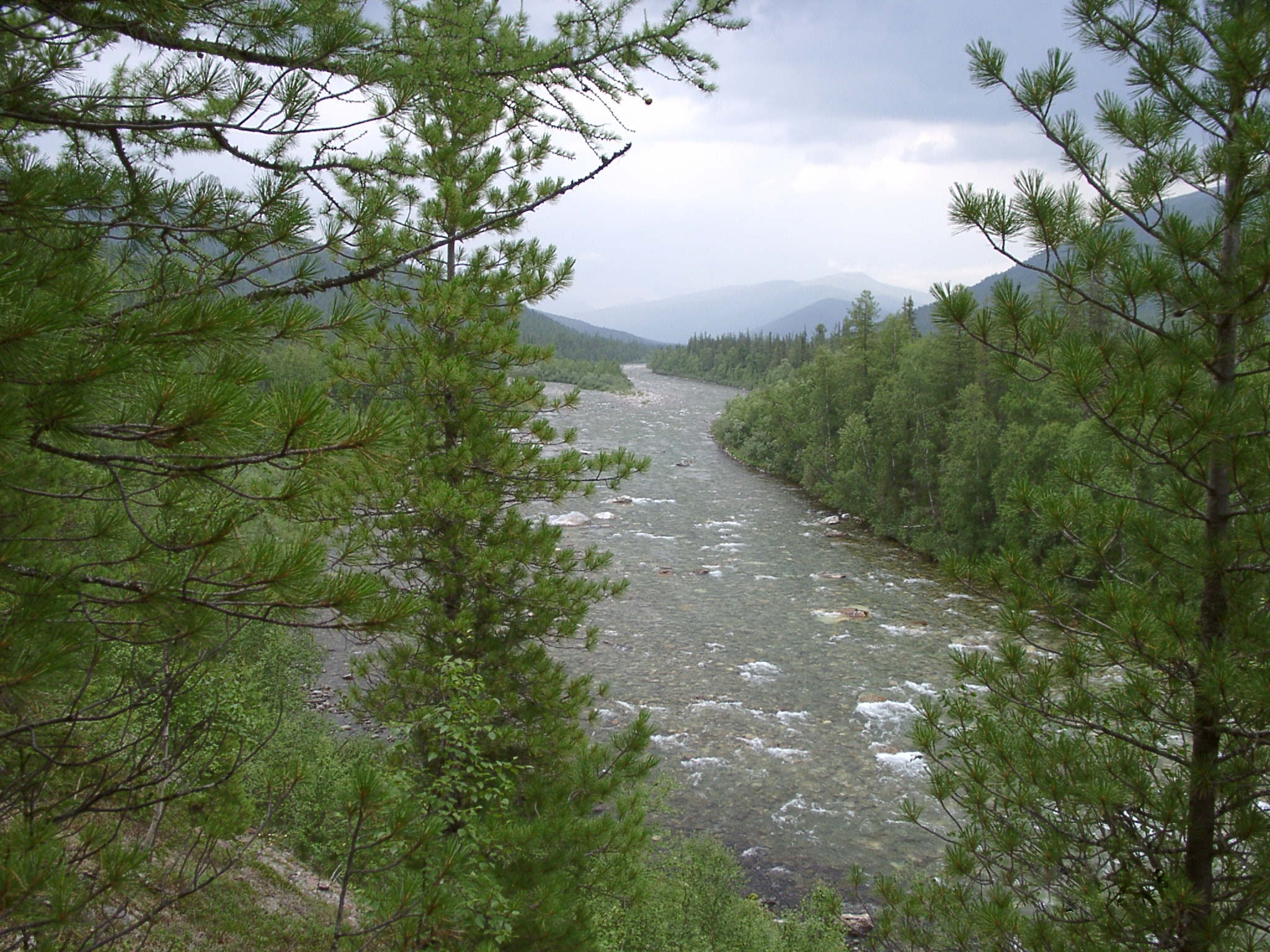
Rivier in de Noordelijke Oeral.
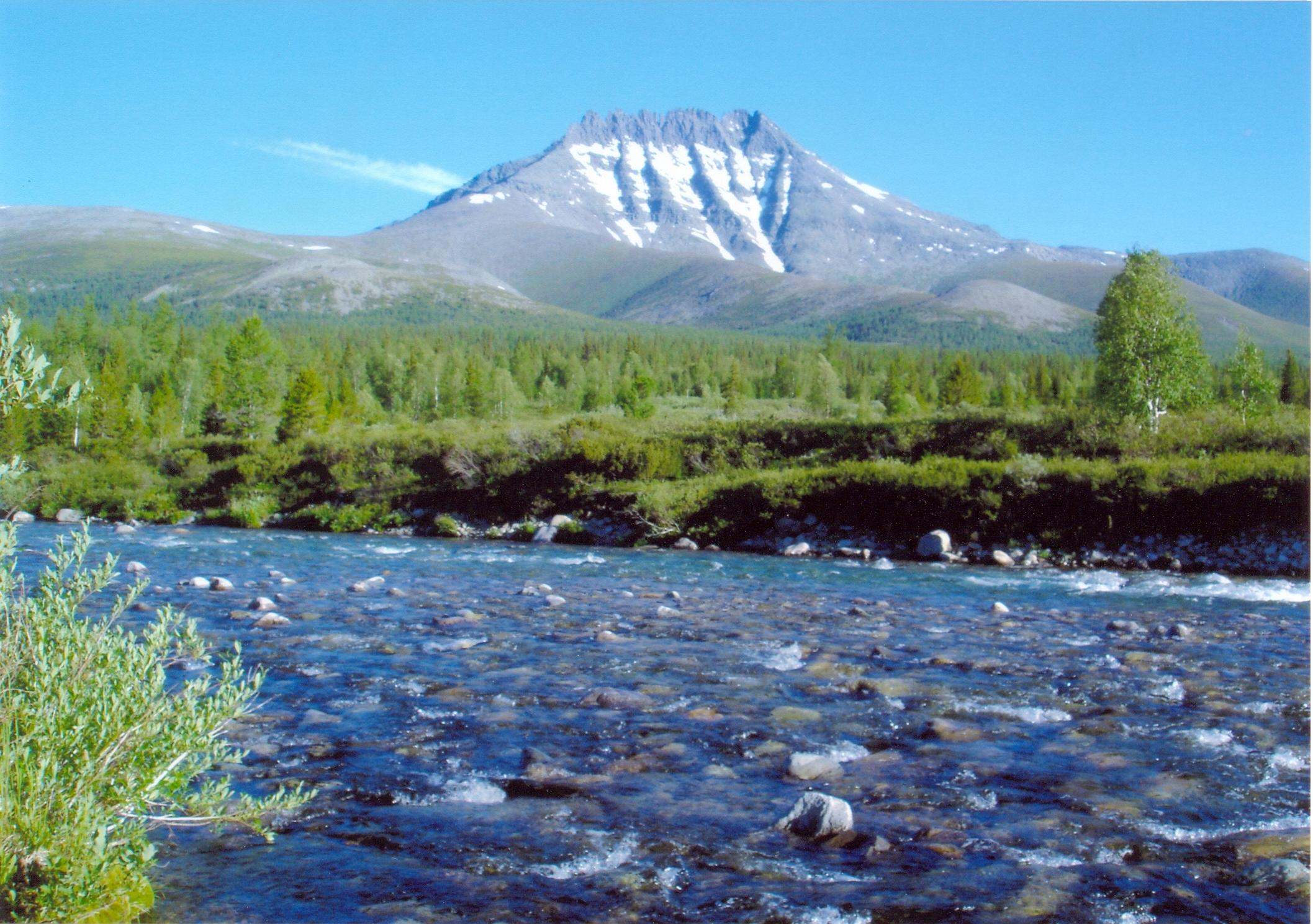
Uitzicht over een rivier in de buurt van het dorpje Saranpaoel.
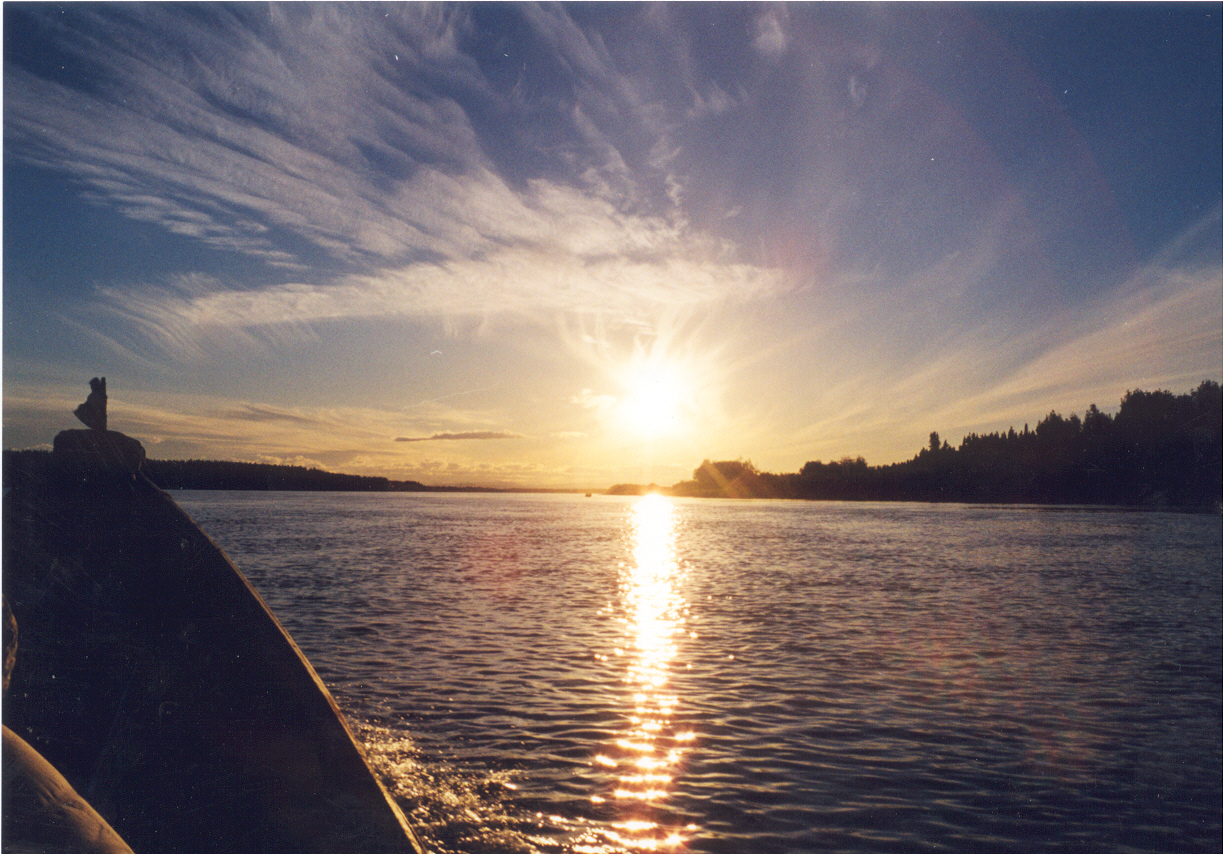
Zonsopgang op de Ljapinrivier.
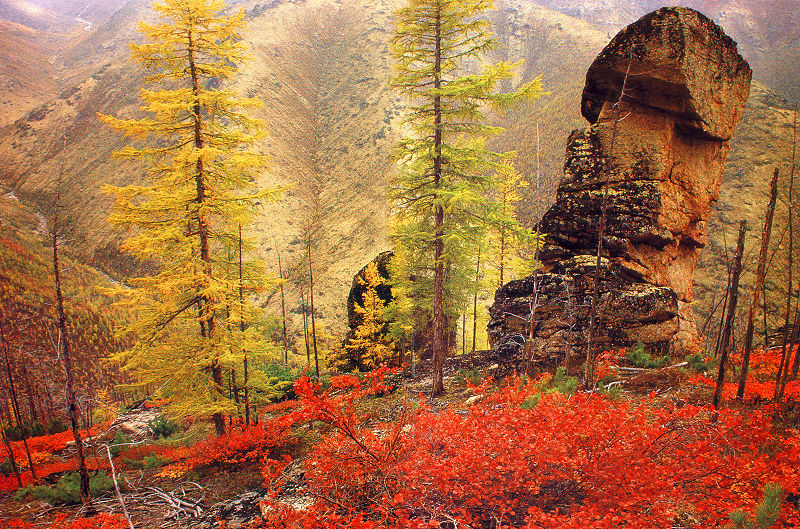
Natuurschoon.
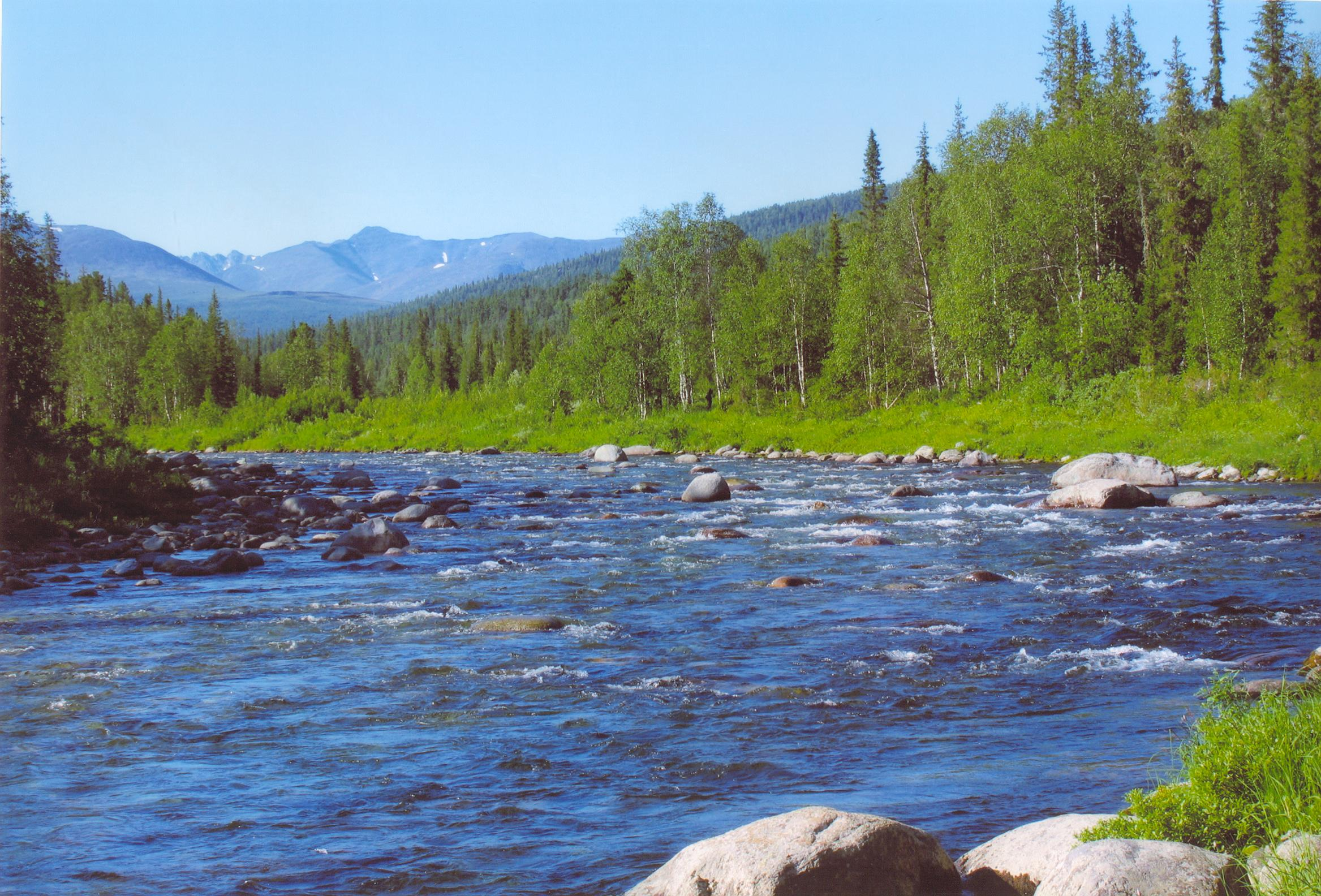
Rivier in de buurt van Saranpaoel.
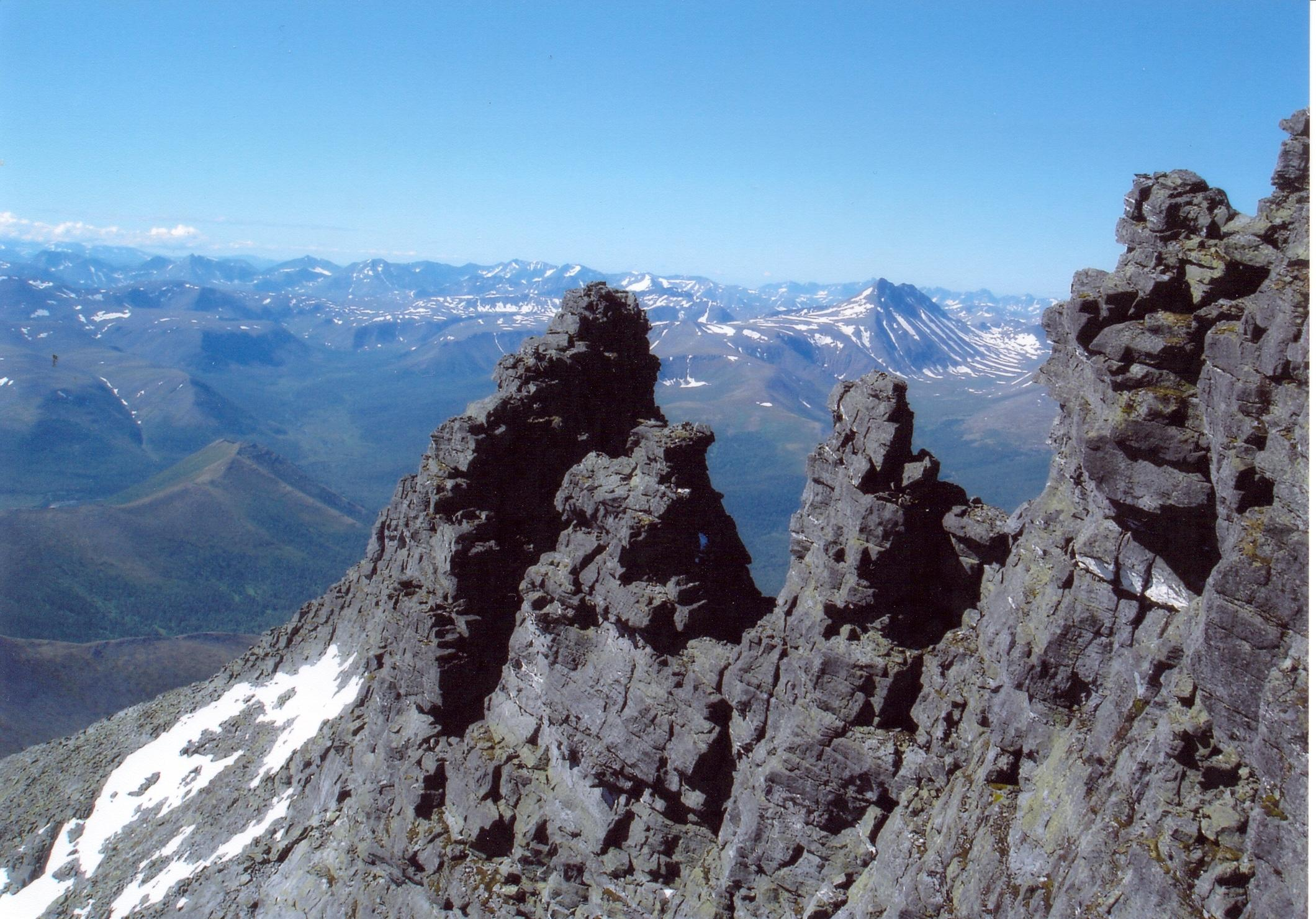
Bergformatie in de Oeral.
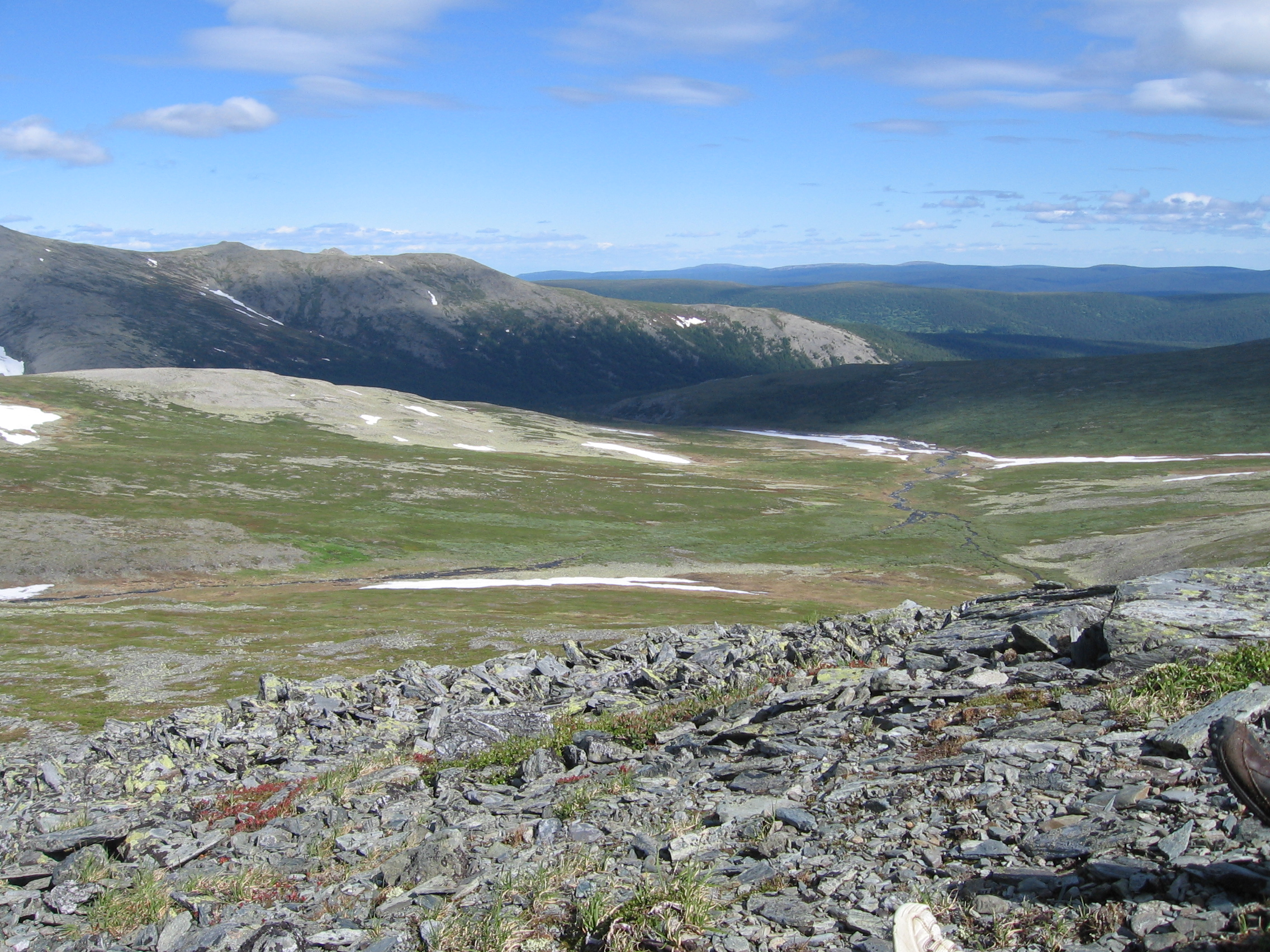
Berglandschap in de Subarctische Oeral.